# Chrysodema moluensis
Chrysodema moluensis es una especie de escarabajo del género Chrysodema, familia Buprestidae. Fue descrita científicamente por Novak en 2010.